# Det liv du ville ha
Det liv du ville ha (originaltitel: La vita che volevi) är en italiensk dramaserie som hade premiär på Netflix den 29 maj 2024. Serien är skapad av Ivan Cotroneo och Monica Rametta.

## Handling
Serien kretsar kring Gloria som äntligen blivit lycklig ända tills en gammal vän dyker upp och förändrar hennes liv.

## Rollista (i urval)
- Vittoria Schisano - Gloria
- Giuseppe Zeno - Sergio
- Pina Turco - Marina
- Alessio Lapice - Pietro
- Nicola Bello - Andrea